# 삼팔선로
삼팔선로(Sampalseon-ro, 三八線路)는 강원특별자치도 양구군 국토정중앙면 용하리 용하삼거리와 인제군 남면 신남리 신남삼거리를 잇는 강원특별자치도의 도로이다. 1973년 2월 7일 소양강댐 건설로 인해 춘천 ~ 양구 구간 도로와 속초 ~ 양구 구간 도로 일부를 이설하면서 건설한 도로로, 전 구간 국도 제46호선에 속한다. 이 도로의 제한속도는 시속 60km이지만 양구대교(양구교)는 교량 안전을 위해 시속 35km로 제한하고 있다.

## 연혁
- 1973년 2월 7일 : 소양강댐 건설로 인해 도로가 수몰되는 인제군 남면 신남리 ~ 양구군 양구읍 구간 도로 이설 개통 및 양구대교 개통[1]
- 2009년 8월 7일 : 2개 이상 시·군에 걸쳐 있는 도로로 삼팔선로를 고시[2]

## 주요 경유지
강원도
- 양구군 국토정중앙면 - 인제군 남면

## 노선
전 구간 국도 제46호선에 속하므로 이 노선에 대한 별도 표기는 생략한다.
| 이름       | 접속 노선                                     | 소재지 | 소재지       | 비고               |
| ---------- | --------------------------------------------- | ------ | ------------ | ------------------ |
| 용하삼거리 | 국도 제46호선 (정중앙로)                      | 양구군 | 국토정중앙면 |                    |
| 무쇠점교   |                                               | 양구군 | 국토정중앙면 |                    |
| (청3리)    | 관대두무로                                    | 양구군 | 국토정중앙면 |                    |
| 청리교     |                                               | 양구군 | 국토정중앙면 |                    |
| 양구터널   |                                               | 양구군 | 국토정중앙면 | 연장 234m          |
| 원리교     |                                               | 양구군 | 국토정중앙면 |                    |
| 신월리     | 신월로                                        | 양구군 | 국토정중앙면 |                    |
| 양구대교   |                                               | 인제군 | 남면         |                    |
| 상수내리   | 수산로                                        | 인제군 | 남면         |                    |
| 통일교     |                                               | 인제군 | 남면         |                    |
| 신남삼거리 | 국도 제44호선 (설악로) 국도 제46호선 (신남로) | 인제군 | 남면         | 신남 교차로와 연결 |

## 주요 건물 및 시설
- 국토정중앙면사무소 (강원특별자치도 양구군 국토정중앙면 삼팔선로 9)
- 정중앙파출소 (강원특별자치도 양구군 국토정중앙면 삼팔선로 10-3)
- 국토정중앙면복지회관 (강원특별자치도 양구군 국토정중앙면 삼팔선로 15)
- 국토정중앙면보건지소 (강원특별자치도 양구군 국토정중앙면 삼팔선로 17)
- 양구소방서 정중앙119지역대 (강원특별자치도 양구군 국토정중앙면 삼팔선로 17-1)
- 인제소방서 남면119지역대 (강원특별자치도 인제군 남면 삼팔선로 2104)